# Itanhandu (ort)
Itanhandu är en ort i Brasilien.   Den ligger i kommunen Itanhandu och delstaten Minas Gerais, i den sydöstra delen av landet, 800 km söder om huvudstaden Brasília. Itanhandu ligger 899 meter över havet och antalet invånare är 11 274.
Terrängen runt Itanhandu är kuperad åt sydost, men åt nordväst är den platt.Närmaste större samhälle är Passa Quatro, 11,0 km söder om Itanhandu.
Omgivningarna runt Itanhandu är huvudsakligen savann. Runt Itanhandu är det ganska tätbefolkat, med 60 invånare per kvadratkilometer.